# Magali Plovie
Magali Plovie (* 4. August 1976 in Ixelles/Elsene) ist eine belgische Politikerin (Ecolo) und Juristin. Seit 2023 ist sie Richterin am Verfassungsgerichtshof Belgiens.

## Leben und Wirken
Plovie studierte Rechtswissenschaften an der Université libre de Bruxelles, wo sie 2000 mit der Licence en droit abschloss. Anschließend arbeitete sie als Juristin zunächst in der Privatwirtschaft, bevor sie als Juristin im Netzwerk der Brüsseler öffentlichen Krankenhäuser (IRIS) in den Öffentlichen Dienst eintrat. 2004 wurde sie in den Stab der Regionalministerin Évelyne Huytebroeck berufen, wo Plovie für personenbezogene Angelegenheiten und Gesetzesvorhaben für Häftlingshilfe und zur Staatsreform zuständig war. 2012 wurde Plovie für ihre Partei Ecolo in den Gemeinderat von Forest/Vorst gewählt, wo sie zuvor bereits Mitglied des Sozialhilferats gewesen war. Gleichzeitig war sie Abgeordnete im Parlament der Region Brüssel-Hauptstadt und dort unter anderem Mitglied der Ausschüsse für Soziales und Gesundheit, Wirtschaft und Beschäftigung sowie für Inneres. 2014 schied sie aus dem Parlament aus und wurde politische Beraterin beim Interföderalen Dienst zu Fragen der Bekämpfung von Armut, prekären Lebensumständen und sozialer Ausgrenzung. 2017 wurde sie wieder in das Parlament der Region Brüssel-Hauptstadt, wo sie ihr Mandat bis 2023 ausübte.
Durch königlichen Erlass vom wurde Plovie am 30. August 2023 zur Richterin am Verfassungsgerichtshof Belgiens ernannt.